# Sindrome Rapadilino
La sindrome RaPaDiLiNo è una rara malattia ereditaria caratterizzata principalmente da malformazioni congenite del sistema muscolo-scheletrico, microsomia, labbro leporino e cheiloschisi. Si basa su una mutazione nel gene RECQL4 che viene ereditato in modo autosomico recessivo. Il termine "RAPADILINO" è un acronimo che deriva dal nome in inglese dei segni caratteristici della sindrome.

## Epidemiologia e storia
La malattia è stata descritta per la prima volta nel 1989 da un gruppo di ricerca finlandese guidato da Helena Kääriänen. Ulteriori articoli scientifici su questo argomento sono stati pubblicati principalmente da ricercatori delle Università di Helsinki e Turku; il dato sulla prevalenza è di conseguenza, attualmente, calcolato solo sulla popolazione della Finlandia ed è stimato a un caso ogni 75 000 nati vivi. Sono comunque stati documentati casi anche in altri Paesi.

## Eziologia
La sindrome Rapadilino è causata da una mutazione nel gene RECQL4. Questo gene codifica per la DNA elicasi Q4 dipendente dall'ATP, un enzima che divide i due fili della doppia elica del DNA e quindi consente sia la replicazione che la riparazione del DNA stesso. Finora sono note quattro diverse mutazioni che portano alla malattia. Da un lato, sono state descritte tre mutazioni nonsenso (negli esoni 5, 18 e 19), cioè mutazioni che generano un snomalo codone di stop e quindi portano all'accorciamento e alla perdita di funzione della proteina risultante. Molto più comune, tuttavia, è una delezione che riguarda l'esone 7, il quale per errore viene completamente rimosso dalla proteina durante lo splicing e quindi, alla proteina formata a seguito della traduzione mancano 44 amminoacidi su 1208.
L'esone 7 che non viene decodificato a causa della delezione non influisce sul dominio effettivo dell'elicasi; ciò significa che la struttura che svolge la funzione effettiva dell'elicasi (scissione della doppia elica del DNA) è intatta. Il malfunzionamento in questo caso è presumibilmente dovuto ad un errato ripiegamento della proteina, che è causato dalla mancanza dell'esone 7. La causa di una convoluzione errata potrebbe essere l'abbassamento del punto isoelettrico da 8.45 a 8.78; si può anche ipotizzare una maggiore polarità dell'intero enzima, poiché un'area idrofobica piuttosto ampia (dieci catene laterali di prolina) viene omessa nell'esone 7 in caso di delezione.
Se la causa sembra essere stata sufficientemente chiarita a livello genetico-molecolare, attualmente non è ancora chiaro come il malfunzionamento della RecQ-elicasi porti ai sintomi caratteristici della malattia. Si ritiene che l'enzima abbia un'influenza sulla stabilità genetica della cellula, il che potrebbe spiegare la tendenza al cancro nei soggetti affetti dalla sindrome. Le RecQ-elicasi hanno un ruolo importante anche negli enterociti, infatti il loro scorretto funzionamento è correlato con malassorbimento e diarrea. Recenti ricerche hanno dimostrato che, oltre all'alterata attività dell'elicasi, le mutazioni genetiche che determinano la sindrome Rapadilino causano una diminuzione dell'efficacia dell'enzima ATPasico.

## Clinica

### Segni e sintomi
Il nome RAPADILINO rappresenta l'acronimo dai segni caratteristici della malattia:
- RA sta per Radial hypo-aplasia: ipoplasia del radio, che comporta un avambraccio sottosviluppato e più corto del normale.
- PA sta per Patellae hypo-aplasia e per cleft or highly arched palate, ossia rispettivamente rotula sottosviluppata (o mancante) e malformazioni a livello della bocca e del palato (soprattutto cheiloschisi e labbro leporino).
- DI sta per Diarrhoea e per Dislocated joints: si osservano quindi diarrea (conseguente ad un malassorbimento intestinale, come detto in precedenza) e articolazioni dislocate o lussate.
- LI sta per Little size e per Limb malformation: caratteristica degli affetti dalla sindrome è infatti una bassa statura (nanismo nei casi più gravi), così come delle malformazioni a carico degli arti.
- NO sta per Slender Nose e per Normal intelligence: ciò significa che il naso è assottigliato e che l'intelligenza è nella norma (il ritardo mentale, nella sindrome, ha la stessa incidenza che ha nella popolazione generale).

La bassa statura è dovuta in parte, nei bambini, alla malassimilazione dei nutrienti a livello intestinale: se vomito e diarrea connessi alle alterazioni a livello enterocitico sono gravi, il paziente può sfociare in un quadro di malnutrizione. Il malassorbimento è anche causa di malformazioni al sistema muscolo-scheletrico. Nella sindrome, inoltre, si è rilevata un'aumentata incidenza di macchie cutanee color caffelatte.
Nei pazienti Rapadilino il rischio generale di sviluppare tumori maligni nel corso della vita risulta aumentato del 40%; in particolare l'incidenza aumenta molto per gli osteosarcomi e per i linfomi.

### Esami di laboratorio e strumentali
La diagnosi della sindrome Rapadilino si basa principalmente sui sintomi caratteristici, poiché un'analisi del DNA volta a riconoscere la mutazione è costosa, richiede tempo e talvolta è imprecisa (ha una sensibilità non ottimale). A causa dell'ereditarietà della malattia, può essere utile la consulenza genetica volta ad individuare un'eventuale presenza della sindrome in soggetti consanguinei.

### Diagnosi differenziale
In termini di diagnosi differenziale, la sindrome RAPADILINO deve essere distinta da altre due malattie, basate anch'esse su mutazioni nel gene RECQL4 e aventi alcuni segni in comune con la malattia Rapadilino: si tratta della sindrome di Rothmund-Thomson e della sindrome di Baller-Gerold. La prima colpisce particolarmente la pelle, quindi l'iperpigmentazione o ipopigmentazione (poichilodermia) orienta verso la diagnosi della sindrome di Rothmund-Thomson. La malattia di Baller-Gerold, invece, si caratterizza per malformazioni facciali e del neurocranio particolarmente vistose ed ingravescenti. Vale la pena ricordare che il rischio di cancro per entrambe le malattie sembra essere superiore a quello della sindrome RAPADILINO; ciò è attribuibile alla sopradescritta struttura del dominio dell'elicasi, che viene alterata in modo diverso nelle altre due sindromi a causa di un diverso tipo di mutazione rispetto a RAPADILINO. La Rothmund-Thomson e la Baller-Gerold comportano un rischio di sviluppare cancro nel corso della vita ancora maggiore di quello che caratterizza la sindrome Rapadilino; questo sembra spiegabile dal fatto che la struttura del dominio proteico della DNA elicasi è conservata nella sindrome Rapadilino, mentre è alterata nel caso delle altre due malattie in questione.

## Trattamento
Attualmente non esiste una cura risolutiva della malattia, quindi le opzioni terapeutiche si limitano ad alleviare o eliminare i disagi legati alla condizione. Le malformazioni muscolo-scheletriche possono essere corrette chirurgicamente; se le ossa (come il radio) sono assenti o fortemente ipoplasiche, è possibile impiantare delle protesi. I disturbi del tratto digerente possono essere contrastati con i farmaci; la nutrizione parenterale è indicata, nei limiti del possibile, in caso di malassorbimento grave e persistente.